# John Huston (Golfspieler)
John Huston (* 1. Juni 1961 in Mt. Vernon, Illinois) ist ein US-amerikanischer Berufsgolfer der PGA TOUR.
Im Laufe seiner Karriere gewann er sieben Turniere auf der PGA TOUR und erreichte mehr als achtzig Platzierungen unter den ersten Zehn. Im Jahr 1998 verbesserte Huston bei seinem Sieg bei der United Airlines Hawaiian Open mit dem Ergebnis von 28 Schlägen unter par einen 53 Jahre alten Rekord für 72 Loch. 
Der bekannte nordamerikanische Golfkommentator Gary McCord bezeichnet ihn als den mit Abstand schnellsten Spieler auf der Tour.

## PGA Tour Siege
- 1990 Honda Classic
- 1992 Walt Disney World/Oldsmobile Classic
- 1994 Doral-Ryder Open
- 1998 United Airlines Hawaiian Open, National Car Rental Golf Classic Disney
- 2000 Tampa Bay Classic
- 2003 Southern Farm Bureau Classic

## Andere Turniersiege
- 1985 Florida Open
- 1988 JC Penney Classic
- 1997 Father-daughter tournament at the National Car Rental Classic at Walt Disney World (mit Tochter Jessica)
- 2005 Franklin Templeton Shootout (mit Kenny Perry)